# Charles Lomberg
Charles Georg Lomberg (Göteborg, 4 de desembre de 1886 – Göteborg, 5 de març de 1966) va ser un atleta suec que va competir a començaments del segle xx.
El 1912 va prendre part en els Jocs Olímpics d'Estocolm, on va disputar tres proves del programa d'atletisme. En el decatló guanyà inicialment la medalla de bronze, però la posterior desqualificació, el 1913, de Jim Thorpe en ser acusat de professionalisme va fer que Lomberg fos declarat subcampió olímpic. El 1982 el COI tornà a reconèixer a Thorpe com a campió olímpic, però alhora es va mantenir la medalla de plata de Lomberg. En el pentatló fou setzè, mentre en el salt de llargada fou dissetè.
Lomberg guanyà el campionat nacional de decatló de 1912, superant a Hugo Wieslander. Intentà classificar-se pels Jocs de 1920, però no ho aconseguí.

## Millors marques
- Salt de llargada. 6,87 metres (1912)
- Decatló, 5.721 punts (1912)[2][4]